# Sisyra vicaria
Sisyra vicaria är en insektsart som först beskrevs av Walker 1853.  Sisyra vicaria ingår i släktet Sisyra och familjen svampdjurssländor. Inga underarter finns listade i Catalogue of Life.